# Menophra angustipennis
Menophra angustipennis là một loài bướm đêm trong họ Geometridae.